# Hans Kmoch
Johann "Hans" Joseph Kmoch (Viena, 25 de juliol de 1894 – Nova York, 13 de febrer de 1973) fou un jugador, àrbitre, periodista, i escriptor d'escacs austríac, nascut al si d'una família jueva d'origen txec, que al llarg de la seva vida va tenir a més les nacionalitats neerlandesa i estatunidenca. Va obtenir els títols de Mestre Internacional (1950), i d'Àrbitre Internacional (1951).

## Resultats destacats en competició
Kmoch va tenir la majoria dels seus millors resultats en competició entre els anys 1925 i 1931. Va guanyar a Debrecen 1925 amb 10/13 punts en un torneig que tenia 12 dels millors 56 jugadors del món; Chessmetrics.com valora aquest resultat amb una performance de 2696.
El 1926, en el torneig individual 1st FIDE Masters celebrat simultàniament a l'Olimpíada d'escacs de 1926 a Budapest, empatà als llocs 3r-5è, amb 9/15 punts, rere els guanyadors ex aequo Ernst Grünfeld i Mario Monticelli; al torneig hi participaven jugadors de primer nivell, com Rubinstein, Réti i Tartakower. Kmoch empatà als llocs 2n-3r a Kecskemet 1927 amb 6/9 (el guanyador fou el Campió del món Aleksandr Alekhin. A Viena 1928, Kmoch hi fou 6è amb 8/13 (el guanyador fou Richard Réti). Empatà als llocs 3r-6è, amb 6/10 punts, al Memorial Leopold Trebitsch de Viena 1928, mig punt rere Grünfeld i Sandor Takacs. A Brno 1928, hi fou 3r amb 6/9 (els guanyadors foren Réti i Friedrich Saemisch). Empatà al primer lloc, amb Rudolf Spielmann, al Memorial Trebitsch de Viena 1929/30. Va guanyar a Ebensee 1930 amb 6/7, per davant d'Erich Eliskases. El 1930 també va participar en el fort Torneig Internacional de Sanremo, on hi empatà als llocs 11è-12è (de 16), contra una fortíssima oposició (el campió del torneig fou [Aleksandr Alekhin). El 1940 vencé a Amsterdam (VAS). El seu darrer bon resultat en torneig fou el segon lloc a Baarn 1941 amb 5.5/7, rere Max Euwe; va deixar la competició després d'aquest torneig.
Kmoch va representar Àustria en tres Olimpíades d'escacs oficials, entre 1927 i 1931, (on hi va puntuar, en total, 23½ de 41 partides (+14 =19 -8), un 57,3%).
| Any  | Olimpíada     | Ciutat  | Tauler | Partides | Guanyades | Taules | Perdudes | %    | Posició indiv. | Posició equip |
| ---- | ------------- | ------- | ------ | -------- | --------- | ------ | -------- | ---- | -------------- | ------------- |
| 1927 | I Olimpíada   | Londres | 3r     | 12       | 4         | 5      | 3        | 54.2 |                | 7             |
| 1930 | III Olimpíada | Hamburg | 1r     | 14       | 6         | 4      | 4        | 57.1 |                | 4             |
| 1931 | IV Olimpíada  | Praga   | 3r     | 15       | 4         | 10     | 1        | 60.0 | 8              | 8             |

### Rànquing mundial
El seu millor rànquing Elo s'ha estimat en 2664 punts, l'abril de 1941, moment en què tenia 46 anys, cosa que el situaria en 16è lloc mundial en aquella data. Segons chessmetrics, va ser el 16è millor jugador mundial en 7 diferents mesos, el febrer de 1931 i el juny de 1941.

## Escriptor d'escacs
Kmoch va escriure per la revista Wiener Schachzeitung des de començaments dels 1920. El seu Die Kunst der Verteidigung (L'art de la defensa) fou el primer llibre d'escacs dedicat a aquest tema. El 1930, Kmoch va escriure el llibre de torneig de Carlsbad 1929.
Els anys 1929 i 1934, Kmoch fou el segon d'Aleksandr Alekhin en els seus matxs pel campionat del món contra Iefim Bogoliúbov. Kmoch i la seva muller Trudy (ambdós jueus, varen traslladar-se a viure als Països Baixos entre 1932 i 1947. Kmoch també fou el segon d'Alekhin al matx pel títol de 1935 contra Max Euwe, i va escriure un llibre sobre l'esdeveniment. El 1941, va escriure un llibre sobre les millors partides d'Akiba Rubinstein.
Després de la II Guerra Mundial, Kmoch i la seva muller es van mudar als Estats Units, on es van establir a la ciutat de Nova York. Allà Kmoch fou secretari del Manhattan Chess Club, i feu també tasques d'organització de torneigs. Va escriure per a la Chess Review, llavors una de les revistes d'escacs punteres als Estats Units.
El 1959, va escriure el seu llibre més famós, El poder dels peons als escacs (en alemany: Die Kunst der Bauernführung), que és notori pel seu ús de neologismes com "monocromia" aplicats als escacs.